# Anachipteria howardi
Anachipteria howardi är en kvalsterart som först beskrevs av Berlese 1908.  Anachipteria howardi ingår i släktet Anachipteria och familjen Achipteriidae. Inga underarter finns listade i Catalogue of Life.